# Crue centennale

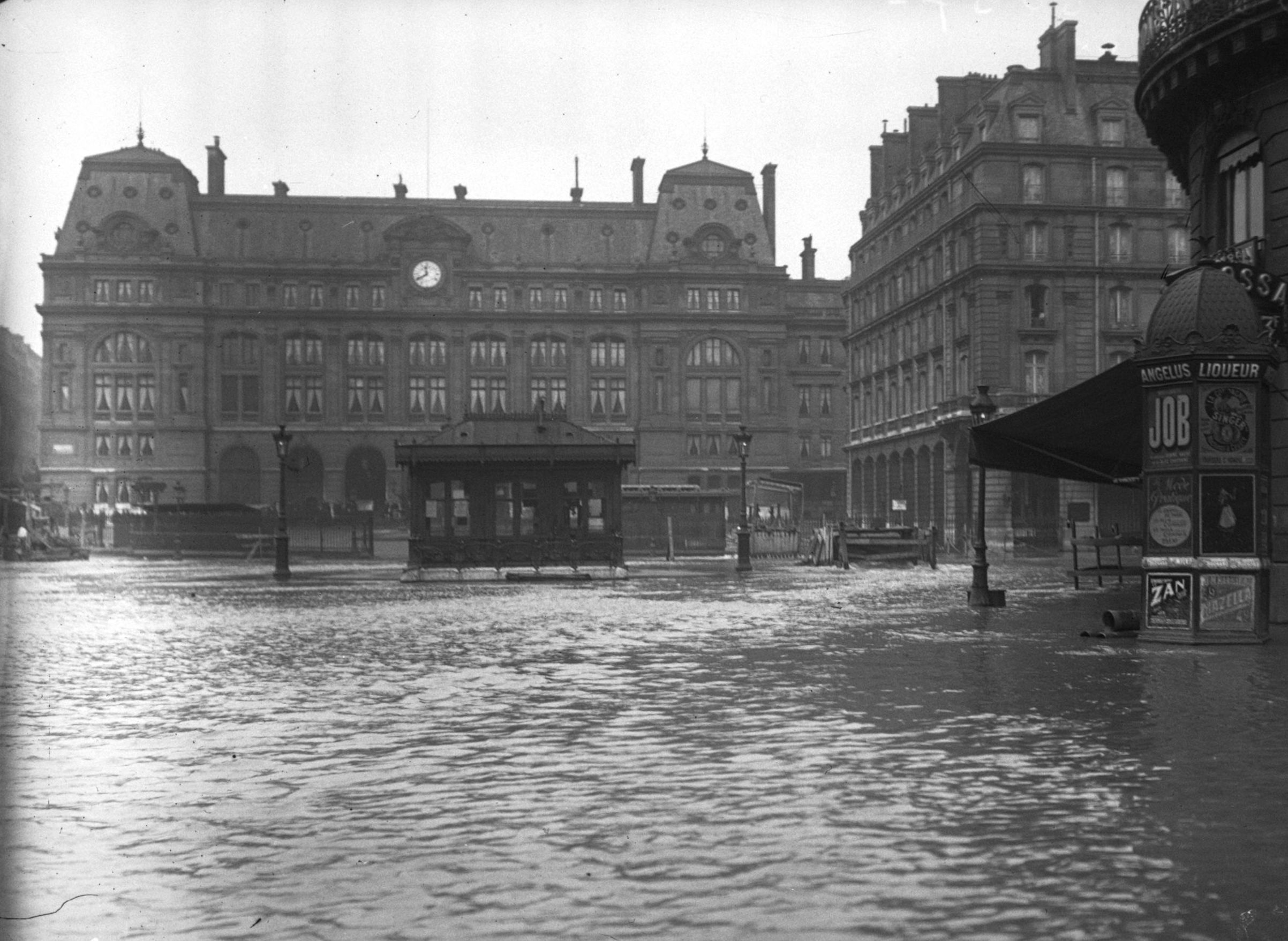
Inondation du parvis de la gare Saint-Lazare à Paris par une crue centennale de la Seine en 1910.

Une crue centennale (prononcer [sɑ̃.te.nal]) est une crue dont la probabilité d'apparition (dite période de retour) sur une année est de {\displaystyle \textstyle {\frac {1}{100}}}, en termes de débit. Autrement dit, chaque année, la probabilité que son débit soit atteint ou dépassé est de {\displaystyle \textstyle {\frac {1}{100}}}.
Il est donc faux de dire, comme l'affirme la croyance populaire, qu'une telle crue ne survient que tous les cent ans.
De même une crue millénale a une probabilité d'apparition sur une année de {\displaystyle \textstyle {\frac {1}{1000}}}. Enfin, une crue décennale est celle avec une probabilité de retour sur une année de {\displaystyle \textstyle {\frac {1}{10}}}.
Ces notions s'appliquant sur la base des crues constatées, cette dénomination statistique n'a donc aucune valeur prédictive immédiate, ni valeur de périodicité. De plus, ces notions sont variables en fonction à la fois des événements constatés et des aménagements réalisés (ex. : barrage, endiguement, imperméabilisation…). La détermination de ces probabilités est difficile car les données historiques de crues anciennes ne sont pas exprimées en termes de débit mais plutôt en cote maximale de crue : il faut donc les estimer en débit pour pouvoir les intégrer dans les séries récentes de valeurs. Il s'agit le plus souvent du débit maximal instantané lors de la pointe de crue, mais il peut parfois s'agir du débit maximal journalier.
Un exemple de crue centennale est, en France, la crue de la Seine de 1910.

## Crue centennale
Une crue centennale est revenue en moyenne tous les 100 ans — soit une fois par siècle — mais ne s'est pas nécessairement produite régulièrement tous les 100 ans : en fait il n'y a pas 2 chances sur 3 d'observer une crue centennale sur une période de 100 ans. De même son occurrence une année n'exclut pas sa répétition une ou quelques années plus tard, puisque les phénomènes pluvieux n'ont pas de raison d'être liés d'une année à la suivante.
Selon la définition ci-dessus, sur une période de 100 ans, la probabilité de ne pas avoir eu de crue centennale est donc de {\displaystyle \textstyle ({\frac {99}{100}})^{100}}, soit une probabilité de {\displaystyle 0,366}.
Réciproquement, la probabilité d'avoir au moins une crue centennale sur une période de cent ans est donc de {\displaystyle 0,634}. La période de retour d'une telle crue est de cent ans. Il est important de noter qu'une crue décennale n'est pas une crue centennale. Il est donc possible, et même probable, qu'une crue puisse être qualifiée de décennale sans être qualifiée de centennale. L'inverse est pourtant vrai, ainsi une centennale sera toujours une crue décennale. De même, même si cela est peu probable, deux crues centennales peuvent se produire à moins de 10 ans d'intervalle.
Par exemple en 2006, la Thaya connut deux crues centennales en mars et en juin. Il en est de même pour l'ensemble des crues qui ont une période de moins de 100 ans, (voir autres périodicités), qui se produiront certainement en dehors d'une crue centennale et qui se produiront avec certitude durant une crue centennale.

## Crue millénale
Une crue millénale est une crue dont la probabilité d'apparition sur une année est de {\displaystyle \textstyle {\frac {1}{1000}}}, en termes de débit. Autrement dit, la probabilité que son débit soit atteint ou dépassé est chaque année de {\displaystyle \textstyle {\frac {1}{1000}}}.
Ainsi, une crue millénale revient en moyenne tous les 1 000 ans - soit une fois par millénaire -, mais ne se produit pas nécessairement tous les 1 000 ans.
La probabilité de ne pas atteindre une crue millénale sur une période de 1000 ans est de {\displaystyle \textstyle ({\frac {999}{1000}})^{1000}}, soit {\displaystyle 0,368}. La probabilité d'atteindre au moins le niveau d'une crue millénale sur une période de 1 000 ans n'est donc que de {\displaystyle 0,632}.
Un exemple de crue millénale est l'inondation de la Sainte-Madeleine de 1342 sur le Rhin et en Europe centrale.

## Autres probabilités d'occurrence et d'importance

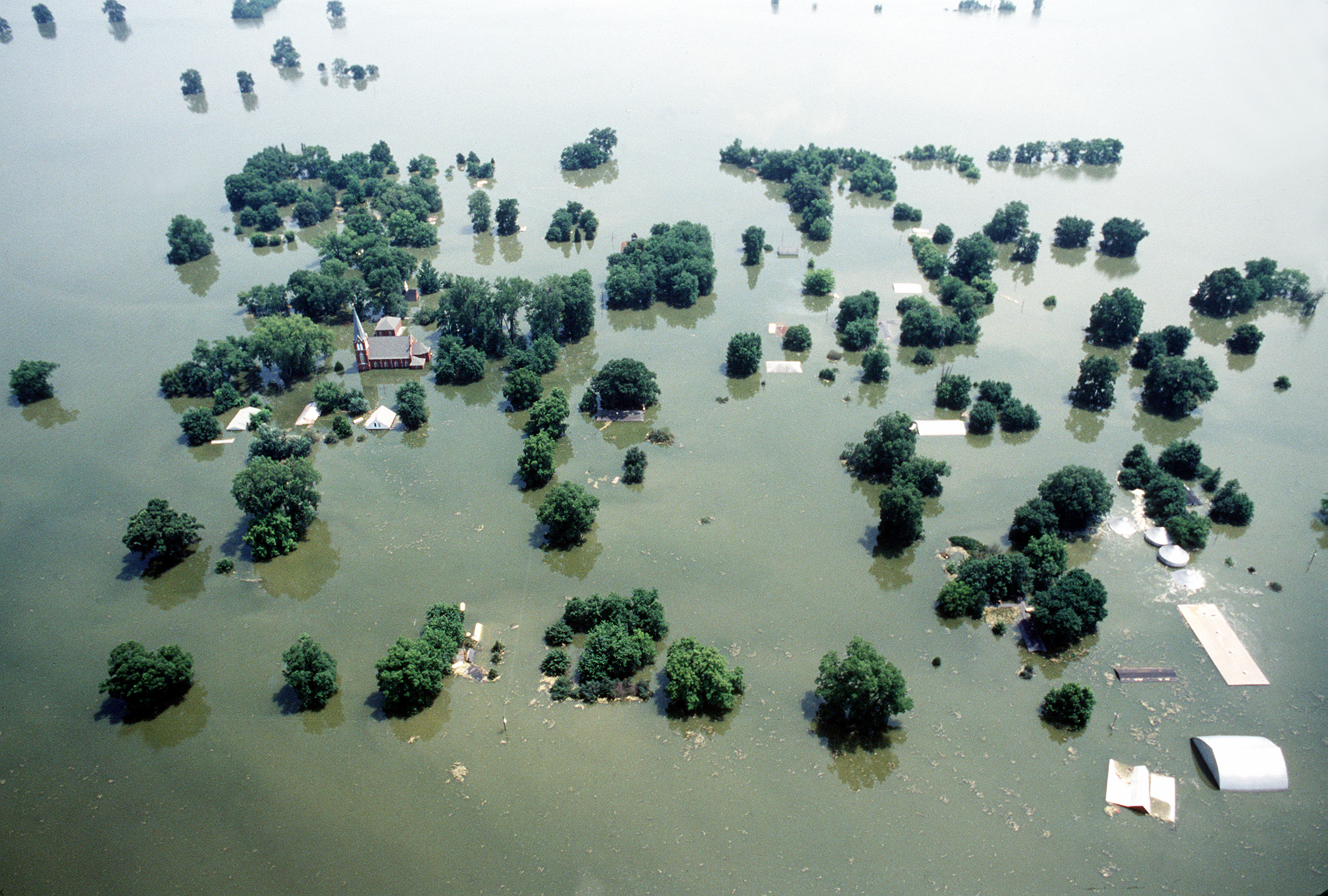
Inondation du Midwest américain de 1993 par une crue exceptionnelle du Mississippi.

Les hydrologues généralisent ce classement d'importance des crues et parlent de crues n-ennales dont les débits ont une probabilité d'être atteints ou dépassés chaque année, de {\displaystyle \textstyle {\frac {1}{n}}} (et qui apparaissent donc en moyenne toutes les {\displaystyle n} années). On parle usuellement de crues annuelle, biennale, triennale, quinquennale, décennale, centennale, millénale...
Le tableau ci-dessous indique la terminologie relative aux probabilités {\displaystyle \textstyle {\frac {1}{n}}} d'occurrence d'une crue dans l'année ainsi que le probabilité d'occurrence sur la période considérée (probabilité pour que le débit instantané soit atteint au moins une fois sur la période continue de n ans ; ex : il y a une probabilité de 0,6513, soit un pourcentage de 65,13%, qu'une crue décennale intervienne sur une période de 10 ans).
Comme indiqué dans les sections précédentes, il est incorrect d'assimiler ces probabilités de retour à une périodicité stricte d'occurrence. Ainsi par exemple, il ne faut pas prétendre "Puisqu'il y a eu une crue décennale cette année, il n'y en aura plus d'autre d'ici 10 ans".
| retour           | n         | période          | Probabilité d'occurrence |
| ---------------- | --------- | ---------------- | ------------------------ |
| annuel(le)       | 1         |                  | 100%                     |
| biennal(e)       | 2         |                  | 75%                      |
| triennal(e)      | 3         |                  | 70,37%                   |
| quadriennal(e)   | 4         |                  | 68,34%                   |
| quinquennal(e)   | 5         |                  | 66,23%                   |
| décennal(e)      | 10        |                  | 65,13%                   |
| quindécennal(e)  | 15        |                  | 64,47%                   |
| vicennal(e)      | 20        |                  | 64,15%                   |
| trentennal(e)    | 30        | trentenaire      | 63,83%                   |
| quadragennal(e)  | 40        | quarantenaire    | 63,68%                   |
| cinquantennal(e) | 50        | cinquantenaire   | 63,58%                   |
| centennal(e)     | 100       | centenaire       | 63,40%                   |
| bicentennal(e)   | 200       | bicentenaire     | 63,30%                   |
| millénal(e)      | 1 000     | millénaire       | 63,23%                   |
| décamillénal(e)  | 10 000    | dix-millénaire   | 63,2139%                 |
|                  | 100 000   | cent-millénaire  | 63,21224%                |
|                  | 1 000 000 | mille-millénaire | 63,21207%                |